# Mimi Lempicka
Pour les articles homonymes, voir Lempicka.
Mimi Lempicka est une costumière française.

## Filmographie

### Cinéma
- 1988 : Le Grand Bleu de Luc Besson
- 1989 : Moitié-moitié de Paul Boujenah
- 1990 : Rendez-vous au tas de sable de Didier Grousset
- 1990 : Nikita de Luc Besson
- 1991 : Pour Sacha d'Alexandre Arcady
- 1991 : Jesuit Joe d'Olivier Austen
- 1992 : La Belle Histoire de Claude Lelouch
- 1993 : Les Marmottes d'Élie Chouraqui
- 1993 : Tout ça... pour ça ! de Claude Lelouch
- 1994 : Le Voleur et la Menteuse de Paul Boujenah
- 1994 : Neuf mois de Patrick Braoudé
- 1995 : Sale Gosse de Claude Mouriéras
- 1996 : Les Victimes de Patrick Grandperret
- 1996 : XY de Jean-Paul Lilienfeld
- 1996 : Grand Nord de Nils Gaup
- 1997 : Quatre garçons pleins d'avenir de Jean-Paul Lilienfeld
- 1997 : Tonka de Jean-Hugues Anglade
- 1997 : Amour et Confusions de Patrick Braoudé
- 1999 : Lovers de Jean-Marc Barr et Pascal Arnold
- 1999 : Je veux tout de Guila Braoudé
- 2001 : Being Light de Jean-Marc Barr et Pascal Arnold
- 2001 : Cet amour-là de Josée Dayan
- 2001 : Lisa de Pierre Grimblat
- 2001 : Harrison's Flowers d'Élie Chouraqui
- 2001 : Too Much Flesh de Jean-Marc Barr
- 2001 : Un ange de Miguel Courtois
- 2002 : Blanche de Bernie Bonvoisin
- 2003 : Père et Fils de Michel Boujenah
- 2004 : Immortel, ad vitam d'Enki Bilal
- 2005 : Iznogoud de Patrick Braoudé
- 2006 : Chacun sa nuit de Jean-Marc Barr et Pascal Arnold
- 2006 : Ô Jérusalem d'Élie Chouraqui
- 2007 : L'Ennemi intime de Florent Emilio-Siri
- 2007 : Trois amis de Michel Boujenah
- 2009 : Les Beaux Gosses de Riad Sattouf
- 2011 : American Translation de Jean-Marc Barr et Pascal Arnold
- 2012 : Cloclo de Florent Emilio-Siri
- 2012 : Chroniques sexuelles d'une famille d'aujourd'hui de Jean-Marc Barr et Pascal Arnold
- 2013 : 9 mois ferme d'Albert Dupontel
- 2015 : Asphalte de Samuel Benchetrit
- 2017 : Chien de Samuel Benchetrit
- 2017 : Au revoir là-haut d'Albert Dupontel
- 2019 : Le Chant du loup d'Antonin Baudry
- 2020 : Adieu les cons d'Albert Dupontel
- 2023 : Les Vengeances de Maître Poutifard de Pierre-François Martin-Laval
- 2023 : Second Tour
- 2024 : Elyas de Florent-Emilio Siri

### Télévision
- 2005 : Les Rois maudits (5 épisodes)
- 2015 : Le Bureau des légendes (10 épisodes)
- 2016 : Marseille (8 épisodes)

## Théâtre
- date inconnue : 29 degrés à l'ombre d'Eugène Labiche, mise en scène d'Isabelle Nanty, théâtre national de Nice
- 2001 :  Cravate Club de Fabrice Roger-Lacan, mise en scène d'Isabelle Nanty, théâtre de la Gaîté-Montparnasse
- 2003 : La Vie de chantier de Dany Boon, mise en scène de Dany Boon
- 2009 : Le Démon de Hannah d'Antoine Rault, mise en scène de Michel Fagadau, Comédie des Champs-Élysées
- 2009 : La Cage aux folles de Jean Poiret, mise en scène de Didier Caron, théâtre de la Porte-Saint-Martin
- 2009 : Les Insatiables de Hanok Levin, mise en scène de Guila Braoud, Studio des Champs-Élysées
- 2010 : Suspection d'après Fabienne Renault, mise en scène d'Enki Bilal

## Publicités
- Garnier (divers produits : Fructis...)
- Krys
- Virgin Mobile
- Diesel (parfum Fuel For Life)
- Badoit

## Distinctions

### Récompense
- César 2018 : César des meilleurs costumes pour Au revoir là-haut

### Nominations
- César 2013 : César des meilleurs costumes pour Cloclo
- César 2021 : César des meilleurs costumes pour Adieu les cons [1]

### Décoration
- Chevalier de la Légion d'honneur (14 juillet 2018)[2]